# Diopsidae
Famille
Les Diopsidae sont une famille d'insectes diptères brachycères.

## Liste des genres
Selon BioLib (30 juin 2020) :
- genre Centrioncus Speiser, 1910
- genre Cladodiopsis Séguy, 1949
- genre Cobiopsis Fejien, 1989
- genre Cyrtodiopsis Frey, 1928
- genre Diasemopsis Rondani, 1875
- genre Diopsina Curran, 1928
- genre Diopsis Linnaeus, 1775
- genre Eosiopsis Feijen, 2008
- genre Eurydiopsis Frey, 1928
- genre Megalabops Frey, 1928
- genre Prosphyracephala Hennig, 1965 †
- genre Pseudodiopsis Hendel, 1917
- genre Sinodiopsis Fejien, 1989
- genre Sphyracephala Say, 1828
- genre Teleopsis Rondani, 1875
- genre Teloglabrus Feijen, 1983